# Петрово (Ленинский район)
Петро́во (укр. Петрове, крымскотат. Petrovo, Петрово) — село в Ленинском районе Республики Крым, в составе Семисотского сельского поселения (согласно административно-территориальному делению Украины — Семисотского сельсовета Автономной Республики Крым).

## Население
| 2001 | 2014 |
| ---- | ---- |
| 88   | ↘61  |

Всеукраинская перепись 2001 года показала следующее распределение по носителям языка
| Язык             | Процент |
| ---------------- | ------- |
| русский          | 44.32   |
| крымскотатарский | 38.64   |
| украинский       | 13.64   |
| белорусский      | 1.14    |

### Динамика численности
- 1926 год — 37 чел.[10]
- 1939 год — 63 чел.[11]
- 2001 год — 88 чел.
- 2009 год — 76 чел.[12]
- 2014 год — 61 чел.[13]

## Современное состояние
На 2017 год в Петрово числится 1 улица — Вокзальная; на 2009 год, по данным сельсовета, село занимало площадь 24,7 гектара на которой, в 38 дворах, проживало 76 человек.

## География
Расположено в западной части Керченского полуострова, на Ак-Монайском перешейке, пр правому берегу ручья Кой-Асан, высота центра села над уровнем моря — 27 м. В селе находится железнодорожная станция Петрово на линии Джанкой — Керчь. Расстояние до районного центра Ленино — примерно 25 километров (по шоссе), до берега Азовского моря на севере около 7 км, до берега Чёрного моря на юге также около 7 км, до Керчи — 83 км. Транспортное сообщение осуществляется по региональной автодороге 35Н-351 Петрово — до автодороги Соляное — Батальное (по украинской классификации — С-0-10844).

## История
Первое поселение, на месте Петрово, как безымянный разъезд, встречается на верстовке Крыма от Военно-топографического Депо 1890 года (отпечатанной в 1929-м году). Известно, что разъезд сооружён в 1900 году при строительстве линии Владиславовка — Багерово на территории Владиславской волости Феодосийского уезда.
После установления в Крыму Советской власти, по постановлению Крымревкома от 8 января 1921 года была упразднена волостная система и разъезд вошёл в состав вновь созданного Владиславовского района Феодосийского уезда, а в 1922 году уезды получили название округов. 11 октября 1923 года, согласно постановлению ВЦИК, в административное деление Крымской АССР были внесены изменения, в результате которых округа ликвидировались и Владиславовский район стал самостоятельной административной единицей. Декретом ВЦИК от 04 сентября 1924 года «Об упразднении некоторых районов Автономной Крымской С. С. Р.» в октябре 1924 года район был преобразован в Феодосийский и село включили в его состав. Согласно Списку населённых пунктов Крымской АССР по Всесоюзной переписи 17 декабря 1926 года на железнодорожной станции Ак-Монай, Ак-Монайского сельсовета Феодосийского района имелось 16 дворов, 37 жителей (22 мужчины и 15 женщин, 28 русских, 7 украинцев, 1 татарин, 1 латыш). Постановлением ВЦИК «О реорганизации сети районов Крымской АССР» от 30 октября 1930 года Феодосийский район упразднили (по другим сведениям 15 сентября 1931 года) и станцию включили в состав Ленинского. По данным всесоюзной переписи населения 1939 года в селе проживало 63 человека. В январе — мае 1942 года и в 1944 году в районе села, на Акмонайских позициях, происходили бой Красной армии с фашистами. Погибшие в боях  156 воинов из состава 138-й, 302-й стрелковых дивизий, 25-го артиллерийского полка и других частей Крымского фронта, 32-й и 128-й гвардейских стрелковых дивизий Приморской армии захоронены находящейся в селе в братской могиле
, над которой установлен памятник — объект культурного наследия России.

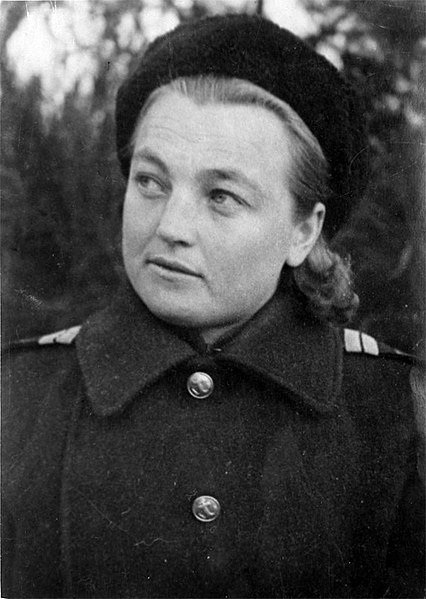
Галина Петрова

С 25 июня 1946 года Ак-Манай в составе Крымской области РСФСР. Указом Президиума Верховного Совета РСФСР от 18 мая 1948 года, населенный пункт при станции Ак-Манай переименовали в Петрово, в честь погибшей в Эльтигенском десанте Героя Советского Союза Галины Петровой. 26 апреля 1954 года Крымская область была передана из состава РСФСР в состав УССР. Время включения в Семисотский сельсовет пока не установлено: на 15 июня 1960 года село уже числилось в его составе. С 12 февраля 1991 года село в восстановленной Крымской АССР, 26 февраля 1992 года переименованной в Автономную Республику Крым. С 21 марта 2014 года — в составе Республики Крым России.